# Doridacea
Doridacea es un suborden de moluscos nudibranquios. Son opistobranquios, sin concha y viven en ambientes marinos. están incluidos en el clado Euctenidiacea dentro del clado Nudibranchia.

## Descripción
Manto generalmente grande. Branquias bien delineadas, en posición marcadamente posterior en el dorso, más raramente posterior. La rádula, si está presente, es grande. Aparato digestivo de grandes dimensiones.

## Taxonomía
- Superfamilia Doridoidea
  - Familia Dorididae
  - Familia Actinocyclidae
  - Familia Chromodorididae
  - Familia Discodorididae
- Superfamilia Phyllidioidea
  - Familia Phyllidiidae
  - Familia Dendrodorididae
  - Familia Mandeliidae
- Superfamilia Onchidoridoidea (= Phanerobranchiata Suctoria)
  - Familia Onchidorididae
  - Familia Corambidae
  - Familia Goniodorididae
- Superfamilia Polyceroidea (= Phanerobranchiata Non Suctoria)
  - Familia Polyceridae
  - Familia Aegiretidae
  - Familia Gymnodorididae
  - Familia Hexabranchidae
  - Familia Okadaiidae

## Superfamilia
- Cryptobranchia
- Gnathodoridoidea